# Mikel Merino
Mikel Merino Zazón (Pamplona, 22 de junio de 1996) es un futbolista español. Juega de centrocampista y su equipo es el Arsenal F. C. de la Premier League.

## Trayectoria

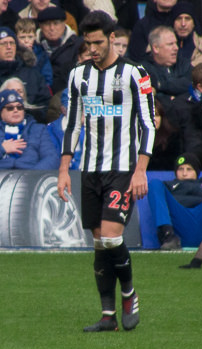
Mikel Merino jugando en el Newcastle United

### Club Atlético Osasuna
Se incorporó a los juveniles de C. A. Osasuna en la temporada 2012-13, procedente del C. D. Amigó navarro. Subió al primer equipo de la mano de Jan Urban en 2014. Debutó con Osasuna, en Segunda División, el 23 de agosto ante el F. C. Barcelona "B". Marcó su primer gol al rematar un córner, ante la U. D. Las Palmas, en diciembre de 2014.
En su segunda temporada asciende a Primera División. Fue pieza fundamental durante toda la temporada y, también, en los play-off de ascenso a Primera División, contribuyendo con tres goles en la eliminatoria ante el Gimnástic de Tarragona.

### Borussia Dortmund
En febrero de 2016 fue traspasado al Borussia Dortmund de la Bundesliga, por 3,7 millones de euros más 1,3 millones en variables. En julio se incorporó a la pretemporada del equipo alemán, debutando en un amistoso contra el F. C. St. Pauli. Thomas Tuchel le dejó fuera de la lista de la Liga de Campeones de la UEFA, por lo que no pudo participar en ningún partido. Debutó en Bundesliga, siendo titular ante el Hertha de Berlín, el 14 de octubre de 2016. A lo largo de la temporada no dispuso de demasiados minutos, disputando solo 293 minutos en ocho partidos de Bundesliga. Con el club alemán logró la Copa de Alemania al vencer 1-2 al Eintracht Fráncfort, si bien únicamente jugó 20 minutos en el partido de cuartos de final.

### Newcastle United
A finales de julio, el centrocampista navarro llegó al Newcastle United, como cedido del Borussia Dortmund. Tras un buen inicio de temporada como titular, el 13 de octubre de 2017, el equipo inglés ejerció la opción de compra pagando 7 millones de euros al club alemán. El 21 de octubre marcó su primer gol en la Premier League dando la victoria (1-0) ante el Crystal Palace.

### Real Sociedad
El 12 de julio de 2018 la Real Sociedad anunció su fichaje para las siguientes cinco temporadas. Su debut se produjo en la primera jornada de la Liga como titular en el Estadio de la Cerámica frente al Villarreal C. F. como titular en una victoria a domicilio por 1-2. Su primer gol llegó en la quinta fecha en otra victoria fuera de casa ante la S. D. Huesca por 0-1. Pese a la complicada adaptación y a las continuas lesiones al comienzo de la temporada, finalmente acabó haciéndose un puesto como titular en el centro del campo realista, jugando en total 32 partidos y anotando 4 goles. 
En la temporada 2019-20 llevó el brazalete de capitán por primera vez en el partido de liga correspondiente a la jornada 27 en el Camp Nou contra el F. C. Barcelona, partido que acabaría 1-0 favorable al conjunto catalán. En julio de 2020 Merino renovó su contrato con la Real Sociedad hasta 2025.
El 3 de abril de 2021, en el Estadio de la Cartuja, conquistó su primer título con la Real y en España al vencer por 1-0 en la final de la Copa del Rey pendiente del año anterior debido a la pandemia de COVID-19 al eterno rival, el Athletic Club. Jugó los 90 minutos de la final y propició la asistencia a Portu que dio lugar al penalti con el que conquistó el título la Real. Debido a esto, fue elegido mejor jugador del partido por la RFEF.

### Arsenal F. C.
El 27 de agosto de 2024 se oficializó su traspaso al Arsenal F. C. de la Premier League de Inglaterra.

## Selección nacional
Fue campeón de Europa sub-19 en 2015, siendo titular en todos los partidos del torneo. En septiembre de 2016, se incorporó a la selección española sub-21 con la que consiguió clasificarse para disputar la Eurocopa sub-21 de 2017, donde participó en dos partidos.
Recibió su primer llamado a la selección de España el 20 de agosto de 2020 para los encuentros contra Alemania y Ucrania por la Liga de Naciones de la UEFA 2020-21. Debutó el 3 de septiembre contra los alemanes.
Participó con la selección olímpica en los Juegos Olímpicos de Tokio 2020, competición en la que logró la medalla de plata junto con sus compañeros de equipo Martín Zubimendi y Mikel Oyarzabal. Fue el capitán del equipo, y jugó cinco partidos en los que anotó un gol.
Participó en la Eurocopa 2024 y en el último minuto de la prórroga de los cuartos de final frente a la anfitriona, Alemania, marcó el gol que dio la victoria a España y la clasificación para las semifinales. Acabaron llevándose el título tras derrotar a Inglaterra en una final en la que jugó los últimos minutos.

### Participaciones en Eurocopas
| Copa          | Sede     | Resultado | Partidos | Goles |
| ------------- | -------- | --------- | -------- | ----- |
| Eurocopa 2024 | Alemania | Campeón   | 7        | 1     |

### Participación en los Juegos Olímpicos
| Juegos Olímpicos               | Sede  | Resultado        | Partidos | Goles |
| ------------------------------ | ----- | ---------------- | -------- | ----- |
| Juegos Olímpicos de Tokio 2020 | Tokio | Medalla de plata | 5        | 1     |

### Goles internacionales
| N.º | Fecha                    | Estadio                                    | Rival        | Gol | Resultado | Competición                                          |
| --- | ------------------------ | ------------------------------------------ | ------------ | --- | --------- | ---------------------------------------------------- |
| 1.  | 12 de septiembre de 2023 | Nuevo Los Cármenes, Granada, España        | Chipre       | 2-0 | 6-0       | Clasificación Eurocopa 2024                          |
| 2.  | 5 de julio de 2024       | MHPArena, Stuttgart, Alemania              | Alemania     | 2-1 | 2-1       | Eurocopa 2024                                        |
| 3.  | 20 de marzo de 2025      | Stadion Feijenoord, Róterdam, Países Bajos | Países Bajos | 2-2 | 2-2       | Liga de Naciones de la UEFA 2024-25                  |
| 4.  | 5 de junio de 2025       | MHPArena, Stuttgart, Alemania              | Francia      | 2-0 | 5-4       | Fase final de la Liga de Naciones de la UEFA 2024-25 |

## Estadísticas

### Clubes
Actualizado al último partido disputado el 17 de agosto de 2025.
| Club                              | Div.          | Temporada     | Liga  | Liga  | Copas nacionales | Copas nacionales | Copas internacionales | Copas internacionales | Total | Total |
| Club                              | Div.          | Temporada     | Part. | Goles | Part.            | Goles            | Part.                 | Goles                 | Part. | Goles |
| --------------------------------- | ------------- | ------------- | ----- | ----- | ---------------- | ---------------- | --------------------- | --------------------- | ----- | ----- |
| C. A. Osasuna "B" · España        | 3.ª           | 2013-14       | 5     | 0     | —                | —                | —                     | —                     | 5     | 0     |
| C. A. Osasuna "B" · España        | Total club    | Total club    | 5     | 0     | 0                | 0                | 0                     | 0                     | 5     | 0     |
| C. A. Osasuna · España            | 2.ª           | 2014-15       | 29    | 1     | 0                | 0                | —                     | —                     | 29    | 1     |
| C. A. Osasuna · España            | 2.ª           | 2015-16       | 38    | 7     | 0                | 0                | —                     | —                     | 38    | 7     |
| C. A. Osasuna · España            | Total club    | Total club    | 67    | 8     | 0                | 0                | 0                     | 0                     | 67    | 8     |
| Borussia Dortmund · Alemania      | 1.ª           | 2016-17       | 8     | 0     | 1                | 0                | 0                     | 0                     | 9     | 0     |
| Borussia Dortmund · Alemania      | Total club    | Total club    | 8     | 0     | 1                | 0                | 0                     | 0                     | 9     | 0     |
| Newcastle United F. C. Inglaterra | 1.ª           | 2017-18       | 24    | 1     | 1                | 0                | —                     | —                     | 25    | 1     |
| Newcastle United F. C. Inglaterra | Total club    | Total club    | 24    | 1     | 1                | 0                | 0                     | 0                     | 25    | 1     |
| Real Sociedad · España            | 1.ª           | 2018-19       | 29    | 3     | 3                | 1                | —                     | —                     | 32    | 4     |
| Real Sociedad · España            | 1.ª           | 2019-20       | 36    | 5     | 7                | 1                | —                     | —                     | 43    | 6     |
| Real Sociedad · España            | 1.ª           | 2020-21       | 26    | 2     | 2                | 0                | 8                     | 0                     | 36    | 2     |
| Real Sociedad · España            | 1.ª           | 2021-22       | 34    | 3     | 3                | 0                | 6                     | 1                     | 43    | 4     |
| Real Sociedad · España            | 1.ª           | 2022-23       | 33    | 2     | 3                | 1                | 7                     | 0                     | 43    | 3     |
| Real Sociedad · España            | 1.ª           | 2023-24       | 32    | 5     | 6                | 1                | 7                     | 2                     | 45    | 8     |
| Real Sociedad · España            | Total club    | Total club    | 190   | 20    | 24               | 4                | 28                    | 3                     | 242   | 27    |
| Arsenal F. C. Inglaterra          | 1.ª           | 2024-25       | 28    | 7     | 4                | 0                | 12                    | 2                     | 44    | 9     |
| Arsenal F. C. Inglaterra          | 1.ª           | 2025-26       | 1     | 0     | 0                | 0                | 0                     | 0                     | 1     | 0     |
| Arsenal F. C. Inglaterra          | Total club    | Total club    | 29    | 7     | 4                | 0                | 12                    | 2                     | 45    | 9     |
| Total carrera                     | Total carrera | Total carrera | 323   | 36    | 30               | 4                | 40                    | 5                     | 393   | 45    |
| 1. 2.                             |               |               |       |       |                  |                  |                       |                       |       |       |

## Palmarés

### Títulos nacionales
| Título           | Club              | País     | Año     |
| ---------------- | ----------------- | -------- | ------- |
| Copa de Alemania | Borussia Dortmund | Alemania | 2016-17 |
| Copa del Rey     | Real Sociedad     | España   | 2019-20 |

### Títulos internacionales
| Título                      | Club (*) | País                | Año  |
| --------------------------- | -------- | ------------------- | ---- |
| Eurocopa sub-19             | España   | Grecia              | 2015 |
| Eurocopa sub-21             | España   | Italia y San Marino | 2019 |
| Juegos Olímpicos            | España   | Tokio               | 2020 |
| Liga de Naciones de la UEFA | España   | Países Bajos        | 2023 |
| Eurocopa                    | España   | Alemania            | 2024 |

(*) Incluyendo la selección.

## Vida personal
Es hijo de Miguel Merino Torres, exjugador, entre otros, de C. A. Osasuna, R. C. Celta de Vigo, U. D. Las Palmas y C. D. Leganés.